# Гогс-Бек (водоспад)
Гогс-Бек (англ. Hog's Back Falls, досл. «Свиняча спина») — група штучних водоспадів та однойменний парк в Оттаві на річці Рідо в місці, де канал Рідо відділяється від річки. Офіційна назва — «Водоспади принца Вельського» (англ. Prince of Wales Falls) — використовується рідко.
Ще до спорудження каналу Рідо тут існувала серія річкових порогів, спочатку відомих під назвою «Пороги трьох скель» (англ. Three Rock Rapids). Назва Гогс-Бек («спина свині») стала вживатися незадовго до спорудження каналу, про що можна судити за згадкою в листі інженера Джона Мактаггарта (1827). Довжина порогів становила близько 600 метрів, а висота близько 1,8 метра.
Підполковник Джон Бай задумав спорудження у Гогс-Бек великої дамби, яка б відвела воду з річки Рідо в споруджуваний під його керівництвом канал Рідо. План полягав у тому, щоб затопити Пороги трьох скель (поблизу сучасного затоки Муніс-Бей можна побачити верхню частину колишніх порогів).
Спорудження дамби було технологічно дуже складним завданням (вона обрушувалася тричі під час спорудження), але після завершення в 1831 році вона підняла рівень річки Рідо в цьому місці на 12,5 метрів. Щоб пристосувати природний потік річки Рідо й не допустити шкоди від весняної повені, була споруджена дамба з водозливом, звідки вода стікає в канал, викопаний на східному березі річки Рідо. Саме після цього водоспади Гогс-Бек придбали свій сучасний вигляд.

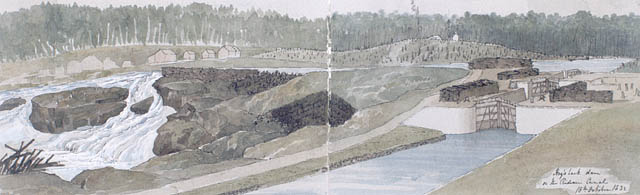
Водоспади і шлюз у 1832

## Галерея

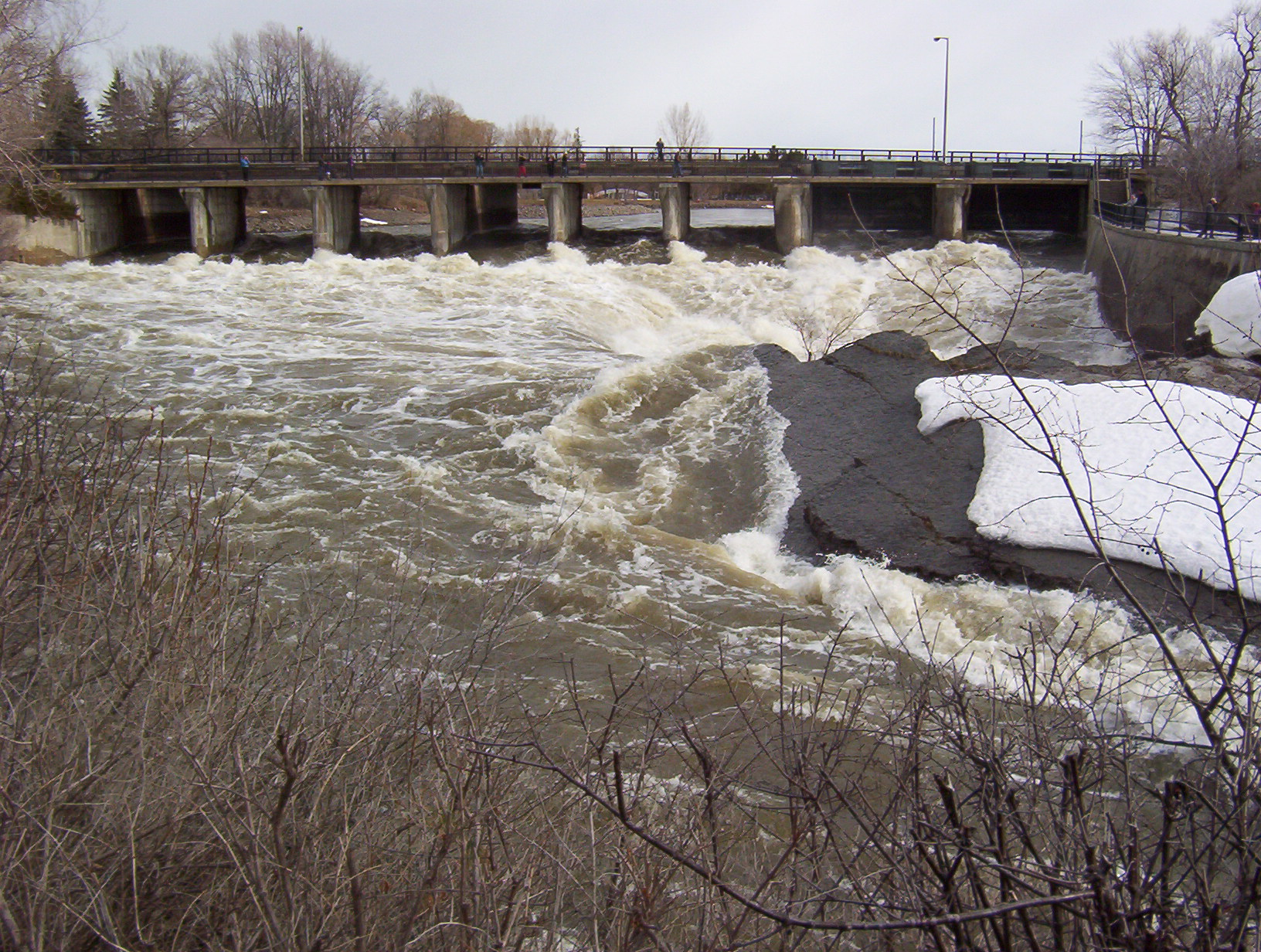
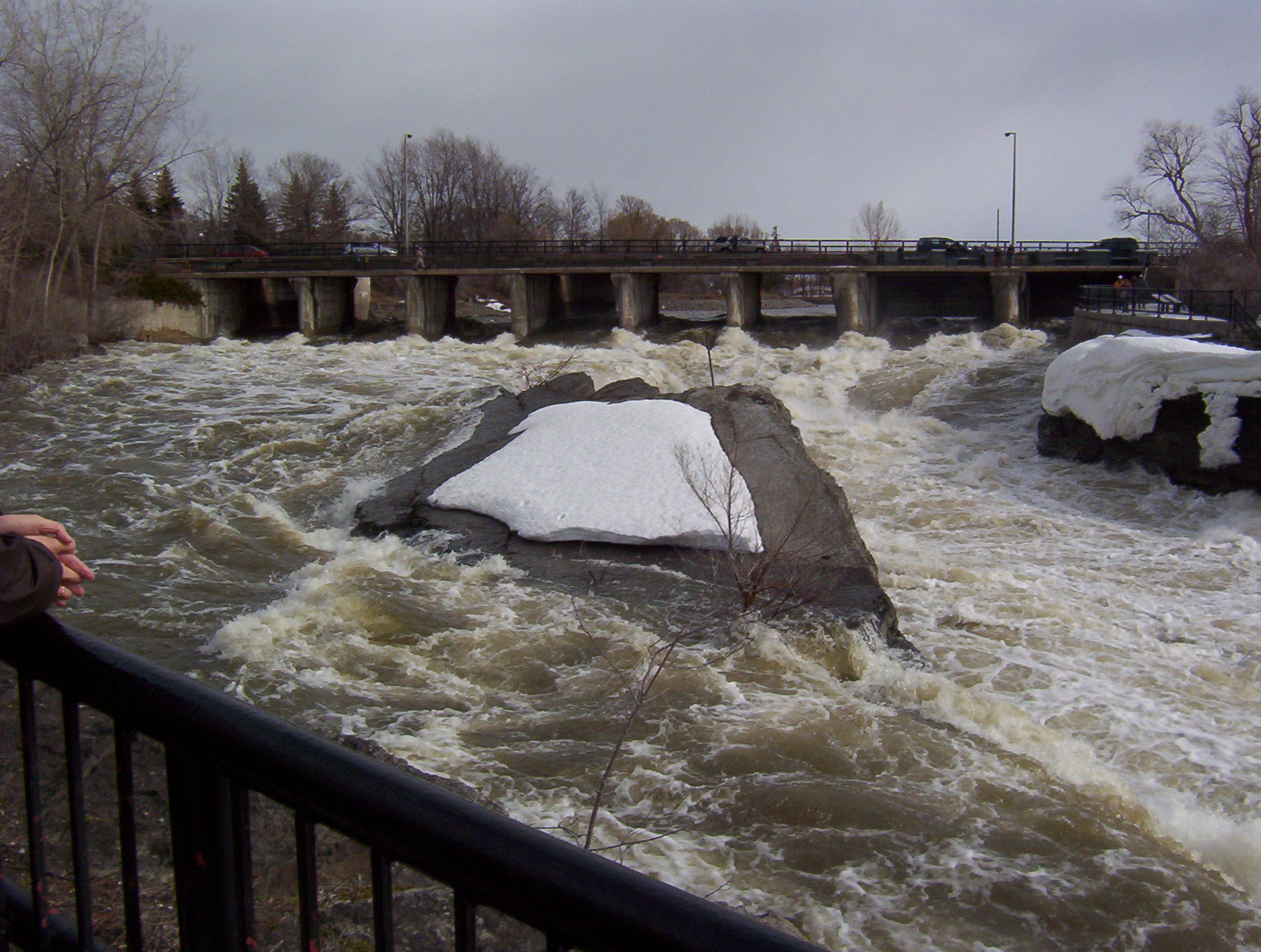
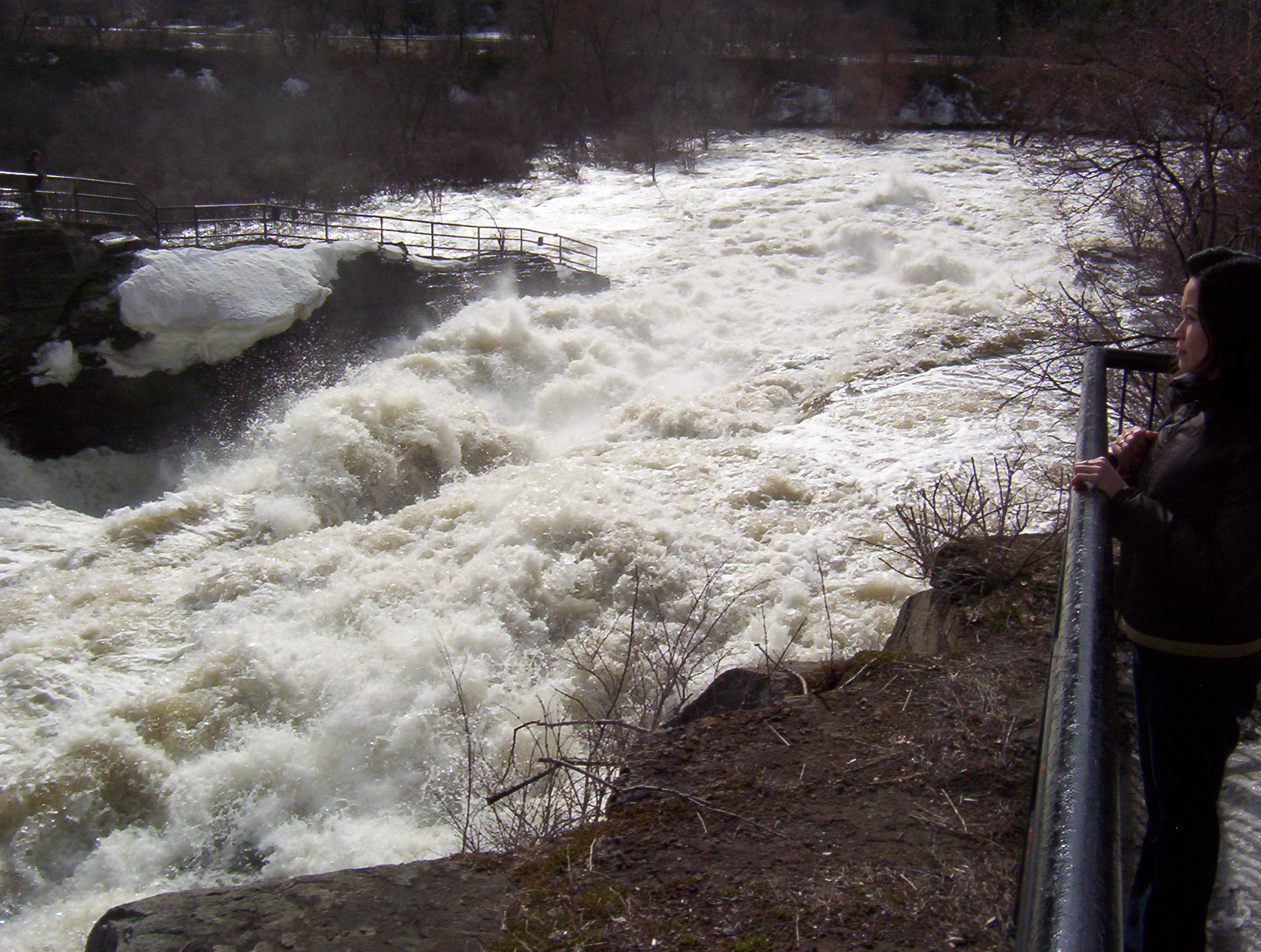
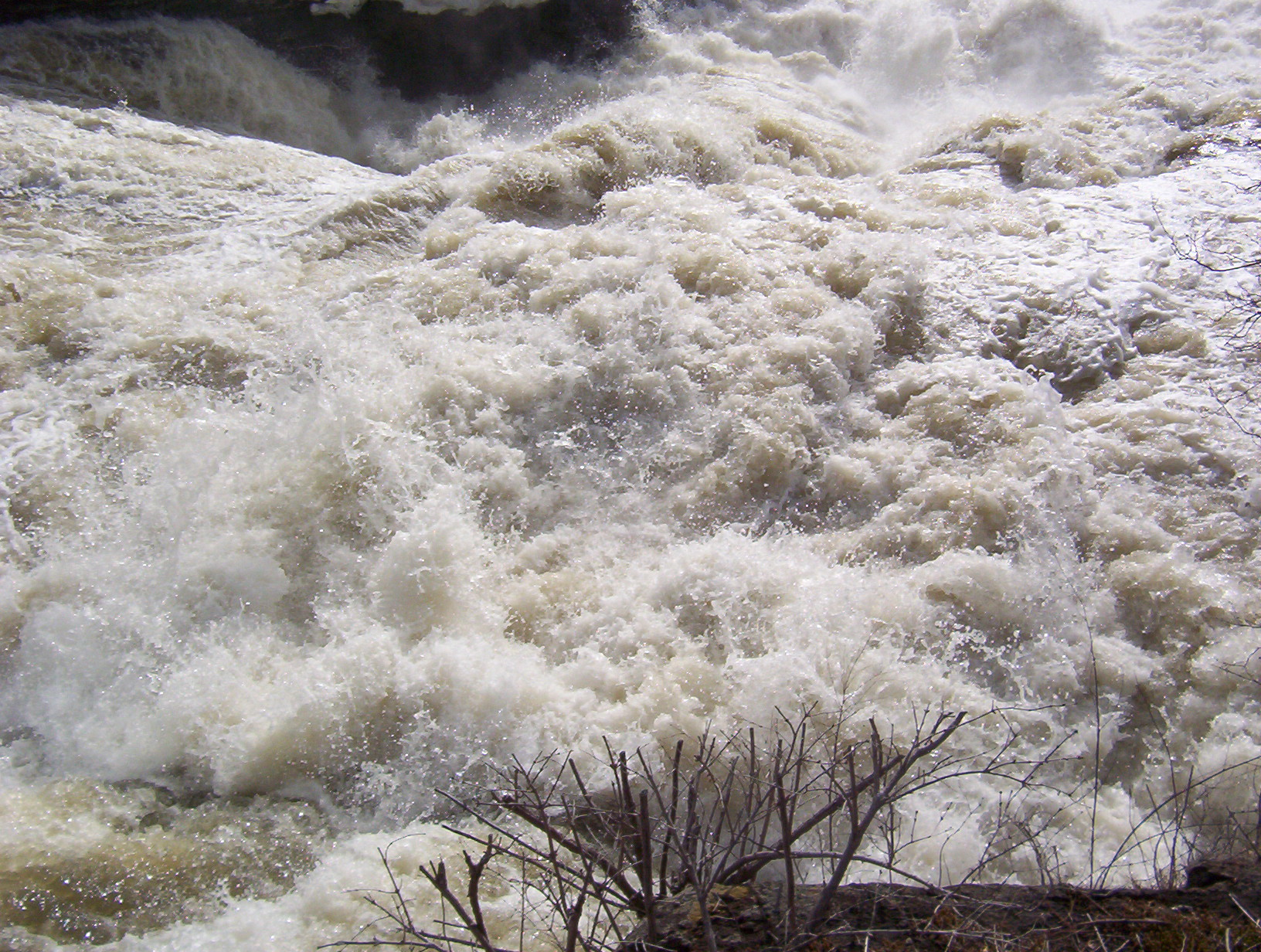